# (19981) Bialystock
(19981) Bialystock – planetoida z pasa głównego asteroid okrążająca Słońce w ciągu 5 lat i 256 dni w średniej odległości 3,19 au. Została odkryta 29 grudnia 1989 roku w Observatoire de Haute-Provence w departamencie Alpy Górnej Prowansji we Francji przez Erica Elsta.
Nazwa tej planetoidzie została nadana 1 czerwca 2007 roku, a pochodzi od polskiego miasta Białystok.